# 莊俊彥
陸軍上將莊俊彥爵士，KCB，OBE，MC，FRSA，FRAS，FRGS，FRUSI（General Sir Garry Dene Johnson，1937年9月20日—），英國軍人，1956年至1994年服役於英國軍隊，早年曾參與英軍在馬來西亞及婆羅洲的軍事行動，1987年至1989年擔任駐港三軍司令兼香港行政局當然官守議員，1992年至1994年出任北約在北歐的三軍總司令。退役後，他自1995年起出任以英國為基地的國際安全顧問委員會主席。

## 生平

### 早年生涯
莊俊彥在1937年9月20日生於英國倫敦西南的泰晤士河畔列治文（Richmond upon Thames）特威克納姆（Twickenham），他早年在1948年獲薦到基督公學就讀，期間曾參加學校樂隊，並且擔任鼓手。在1954年離校後，他曾經短暫地在倫敦工作一年，到1956年立志從軍，並應募到瑪麗公主直屬第十啹喀來福槍團服役，由此展開其軍事生涯。

### 軍事生涯
自1956年至1967年期間，莊俊彥曾於馬來西亞及婆羅洲等地服役，參與英方的軍事行動，抵抗印尼的軍事挑釁。其中在1965年8月的時候，他曾率兵深入婆羅洲石隆門的邊界地區，成功纖滅一支進犯的印尼軍事部隊，事後他在1966年5月因功獲英廷獎授軍功十字勳章，以示表揚。
莊俊彥屢獲進修機會，曾先後獲軍方補送到陸軍學院（psc）、國立國防學院（ndc）及皇家國防研究學院 （rcds）深造。莊俊彥在1970年被改派往皇家綠夾克（RGJ）服役，1971年獲MBE勳銜；1976年至1979年負責統領皇家綠夾克第一營，期間於1977年獲OBE勳銜。他在1981年至1982年復出任第十一裝甲旅旅長，1983年升任英國萊茵軍團（BAOR）司令部副參謀長，後又在1985年至1987年出任助理國防參謀長，專司英國對北約事務。
在1987年8月至1989年8月，莊俊彥被國防部調到香港出任駐港三軍司令兼啹喀兵團少將，同時亦出任香港行政局當然官守議員之職，在此以前，他曾於1960年以及在1978年至1979年間駐守香港，在上任前兩年間亦曾代表國防部兩次訪港，因此對香港並不陌生。在任內，他經常參與行政局會議，而作為皇家救生會副主席，他亦特別關注該會在香港的工作。
自1989年至1991年，他被調返英國出任軍方的培訓指揮官及武器總監，並在1990年獲英女皇頒授KCB勳銜，獲勳為爵士。莊俊彥在1991年至1992年短暫出任軍方的教導及培訓監察長，1992年改任北約駐北歐三軍總司令，至1994年卸任，正式退役。
除了上述軍職外，莊俊彥亦曾出任過不少榮譽職位，當中包括在1985年至1994年出任瑪麗公主直屬第十啹喀來福槍團上校，以及在1990年至1994年出任輕裝甲師旅長。

### 退役以後
莊俊彥離開軍隊後定居英國，並出任不少與培訓有關的公職，當中包括在1995年至1999年出任英國全國培訓及企業協會主席，同期又出任全國教育及培訓目標顧問理事會成員以及太子青年商業信託顧問局成員；1996年至1999年擔任全國高等教育調查委員會委員；1998年至2005年出任艾希特大學的領袖才能研究中心顧問局成員；而自2007年起，莊俊彥獲母校基督公學委任為學校司庫。
莊俊彥其他出任的公職包括自1996年至1999年擔任全國企業代理聯合會副主席；1991年至今出任奧格爾比信託主席；1997年至2005年出任幫助尼泊爾（Need in Nepal）的主席，以及在2001年至2007年出任德堡基金會主席。
另外，莊俊彥亦在1985年至2007年出任啹喀福利信託的信託人，其中曾在1987年至1989年擔任主席。自2002年起，他出任馬來亞及婆羅乃退伍軍人協會贊助人，其中在2005年4月21日的時候，莊俊彥伉儷曾代表協會在倫敦聖保羅大教堂為一塊馬來亞及婆羅乃戰事紀念匾額主持揭幕。
自1995年起，莊俊彥也是國際安全顧問委員會（ISAB）的主席。國際安全顧問委員會乃一個以英國為基地的國際獨立組織，最初是由愛沙尼亞、拉脫維亞及立陶宛三個前蘇聯加盟共和國的外長及國防部長倡議成立，目的旨在於令三國加快融入歐、美社會的步伐。該委員會的成員除包括上述三國外，還有英國、丹麥、美國、芬蘭、法國、德國、挪威及瑞典的非正式官方代表。
在莊俊彥的主導下，該組織在1996年至1999年向三國實施一連串的計劃，就國防政策提供意見，以使三國的防衛安全水平得以改善。在1998年，該組織亦向格魯吉亞提供同類計劃，並在1999年提供報告建議。為答謝其貢獻，愛沙尼亞政府在1997年向他授予馬里亞納地區勳章；立陶宛政府在1999年向他授予格迪米納斯大公勳章；而拉脫維亞政府則在2000年授予了功績獎章。

## 家庭
莊俊彥在1962年娶卡羅琳·莎拉·費爾森（Caroline Sarah Frearson）為妻，兩人共有兩名兒子，分別是：
- 查爾斯（1963年－）：任職英國陸軍
- 尼古拉斯 （1969年－）：曾入讀牛津大學歷史系

莊俊彥興趣廣泛，是陸軍及海軍會會員，另外分別是皇家藝術學會、皇家地理學會、皇家亞洲學會以及皇家聯合國防研究所院士，1999年更獲修咸頓大學頒授榮譽理學博士學位。

## 榮譽

### 殊勳
- M.C. （1966年5月）
- M.B.E. （1971年）
- O.B.E. （1977年）
- K.C.B. （1990年）
- F.R.G.S. （1993年）
- F.R.A.S. （1994年）
- F.R.S.A. （1994年）
- 馬里亞納地區勳章 （1997年，愛沙尼亞）
- 格迪米納斯大公勳章 （1999年，立陶宛）
- F.R.U.S.I （1999年）
- 功績獎章 （2000年，拉脫維亞）

### 榮譽學位
- 榮譽理學博士
  - 修咸頓大學 （1999年）

## 著作
- Brightly Shone the Dawn （1979年）
- Inland from Gold Beach （1999年）

## 外部連結
- 國際安全顧問委員會官方網頁[永久]
- 聖保羅大教堂馬來亞及婆羅乃戰事紀念匾額揭幕剪影
- THE BLUE

| 军职                | 军职                       | 军职                |
| ------------------- | -------------------------- | ------------------- |
| 前任者： 潘雅文少將 | 駐港三軍司令 1987年–1989年 | 繼任者： 鄧富樂少將 |